# Dieter Claessens

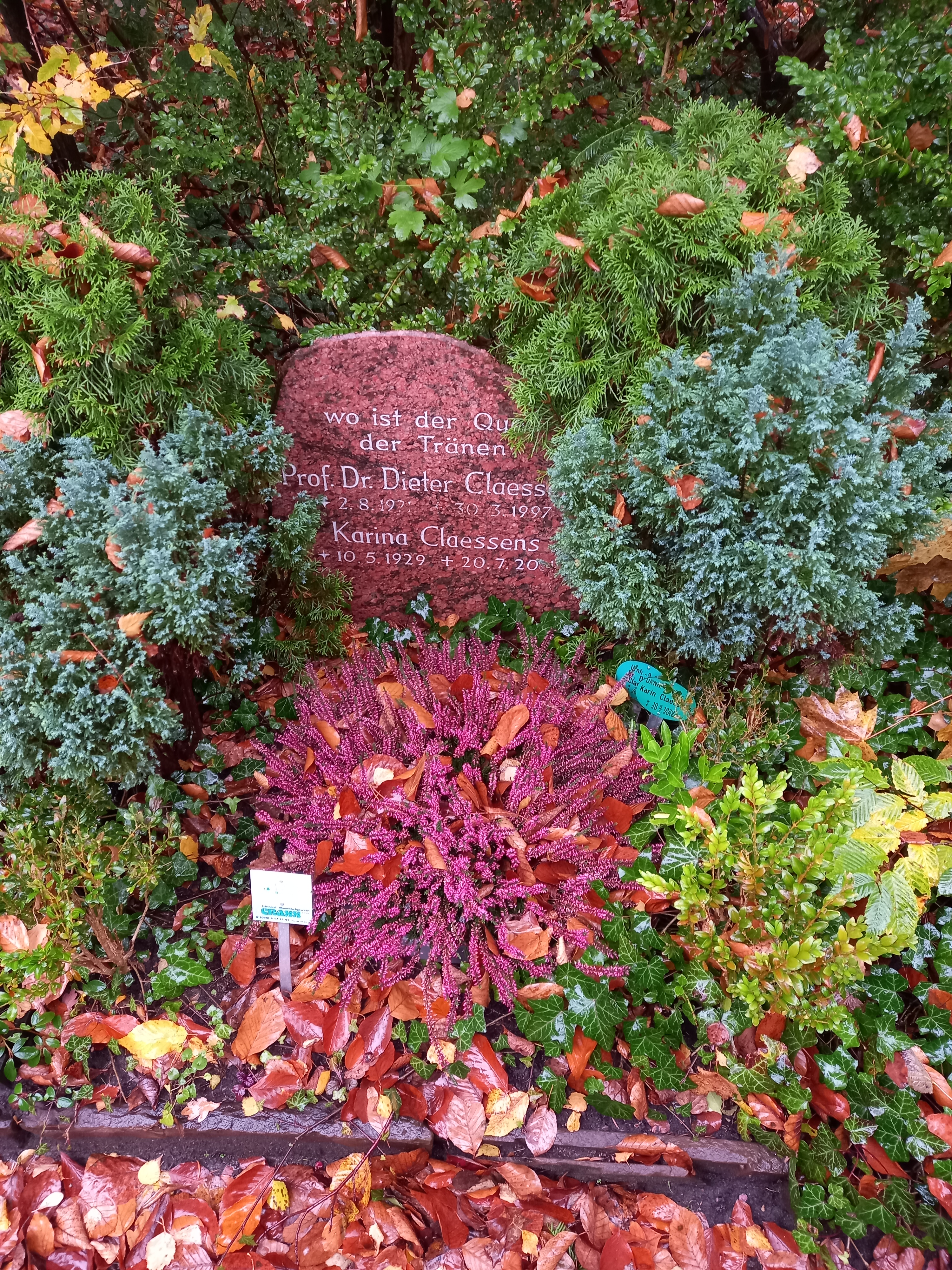
Das Grab von Dieter Claessens und seiner Ehefrau Karina auf dem Friedhof Lichterfelde in Berlin

Dieter Claessens (* 2. August 1921 in Berlin; † 30. März 1997 ebenda) war ein deutscher Soziologe und Anthropologe.

## Leben
Nach dem Abitur begann Claessens ein Studium der Theaterwissenschaft in Berlin. Er wurde im Zweiten Weltkrieg an der Front eingesetzt und war bis 1949 in sowjetischer Kriegsgefangenschaft. Danach ließ er sich im Berliner Pestalozzi-Fröbel-Haus zum Fürsorger ausbilden, doch weder Theorie noch Praktikum entsprachen seiner Vorstellung einer künftigen Berufstätigkeit. 1951 nahm er erneut das Studium der Theaterwissenschaft auf, brach es aber nach einem Semester wieder ab. Ab 1952 studierte er dann Soziologie, Psychologie und Ethnologie an der Freien Universität Berlin. Nach der Promotion 1957 arbeitete er dort bis zur Habilitation 1960 als Assistent. 1962 wurde er als zweiter Soziologie-Ordinarius (neben Helmut Schelsky) an die Universität Münster berufen, wo er in Personalunion als stellvertretender Leiter der Sozialforschungsstelle an der Universität Münster in Dortmund tätig wurde. 1966 kehrte er an die FU Berlin zurück, wo er bis zu seiner Emeritierung lehrte und forschte. Parallel dazu war er von 1974 bis 1978 Rektor der Berliner Fachhochschule für Sozialarbeit und Sozialpädagogik (FHSS).
Claessens hält „Statusinkongruenz“ für eines der Schlüsselwörter der Soziologie. Die Statusinkongruenz seiner eigenen Herkunftsfamilie disponierte ihn nach seinen Angaben zum Soziologen: Sein Vater entstammte einer rheinländischen Familie, die sich in Ostpreußen ein 3000-Morgen-Gut gekauft hatte; seine Mutter kam aus einer Patrizierfamilie, den Fehlings. Er selbst wuchs indes in einer stigmatisierten Umgebung auf, in der Berliner Scharnhorststraße.

## Werk und Wirkung
Claessens' Beobachter- und Entdeckertemperament bestimmte seine Publikationen. Bedeutung erlangten diese vor allem in ihrer Kombination anthropologischer, biosoziologischer und soziologischer Ansätze zur Erforschung der Onto- und Phylogenese des Menschen. Obwohl von Norbert Elias’ Prozessanalysen beeindruckt (den er als einer der Ersten in Deutschland zitierte), war er ein durchaus selbständiger und innovativer Forscher, Autor und Herausgeber. Bereits in seiner Habilitationsschrift Familie und Wertsystem legte er (in Auseinandersetzung mit Scheler, Plessner und Gehlen) eine einflussreiche Theorie zur Entwicklung des Menschen vom Neugeborenen zum Kleinkind vor: Demnach hat – z. B. – der Mensch (gegenüber dem Tier) seine Instinkte nicht einfach eingebüßt, wie Gehlen postuliert, sondern aufzufindende „Instinktbauprinzipien“ beibehalten und (anthropologisch ermittelbar) differenziert entwickelt. Claessens' Studie Das Konkrete und das Abstrakte hatte entsprechend die Menschwerdung diesseits des Tier-Mensch-Übergangsfeldes zum Thema. Aus einer Flut von Nach-68er-Polemiken ragte seine Studie Kapitalismus als Kultur heraus. Sein klarer und unverblümter Stil und trockener Humor kamen seinen Lesern, zumal denen seiner Einführungsschriften und seiner Spezialstudien (etwa zur Rationalität, zum Fahren im Verkehrsfluss, zur Familie, zur Elite oder zur politischen Gewalt) zugute. In der akademischen Lehre prägten sein Sinn für Gerechtigkeit und seine hochschulpädagogische Gabe viele. Eine Anzahl davon wurden angesehene Wissenschaftler, ohne dass er eine Schule begründet hätte. Seine insgesamt starke, wenngleich stille Wirkung auf viele Forschungen (auch der Nachbardisziplinen) haben bis zur Aussage geführt, unter den nach dem Zweiten Weltkrieg neu aufgetretenen deutschen Soziologen sei er der bedeutendste gewesen.
Als Einstieg in Dieter Claessens' kulturanthropologisch begründeten handlungs- und systemsoziologischen Ansatz eignen sich seine Aufsätze im Sammelband Angst, Furcht und gesellschaftlicher Druck … (1966). Nicht nur, weil hier ein breit gefächertes intellektuelles Interessenprofil und thematisches Forschungsfeld sichtbar wird, sondern auch, weil sowohl im Leitaufsatz (1966, S. 88–101) zur Produktion von Konformverhalten in heutigen „pluralistischen“ Gesellschaften der westlichen Welt als auch im Beitrag zum Fahren im Verkehrsfluß und besonders im Autoreferat zur Habilitation (1962) – Die Familie in der modernen Gesellschaft (1966, S. 130–149) – deutlich wird, dass die Gesellschaft als Kulturzusammenhang und Handlungssystem von ihren Mitgliedern Verhaltensanforderungen, die oft subjektiv als Verhaltenszumutungen empfunden werden, zum Systemerhalt erwarten und verlangen muss.

## Schriften (Auswahl)
- Status als entwicklungssoziologischer Begriff (= Daten. 4, ZDB-ID 507956-1). Ruhfus, Dortmund 1965, (Unveränderte Neuauflage. Kovač, Hamburg 1995, ISBN 3-86064-244-8; seine Dissertation).
- Familie und Wertsystem. Eine Studie zur „zweiten sozio-kulturellen Geburt“ des Menschen (= Soziologische Abhandlungen. 4). Duncker & Humblot, Berlin 1962, (4., durchgesehene Auflage. als: Familie und Wertsystem. Eine Studie zur „zweiten sozio-kulturellen Geburt“ des Menschen und der Belastbarkeit der „Kernfamilie“. ebenda 1979, ISBN 3-428-02699-3.
- mit Arno Klönne, Armin Tschoepe: Sozialkunde der Bundesrepublik Deutschland. Diederichs, Düsseldorf u. a. 1965, (zahlreiche Auflagen).
- Angst, Furcht und gesellschaftlicher Druck und andere Aufsätze. Ruhfus, Dortmund 1966.
- Instinkt, Psyche, Geltung. Bestimmungsfaktoren menschlichen Verhaltens. Eine soziologische Anthropologie. Westdeutscher Verlag, Köln 1968, (2., überarbeitete Auflage. ebenda 1970).
- Rolle und Macht (= Grundfragen der Soziologie. 6, ZDB-ID 966211-X). Juventa, München 1968, (3., überarbeitete Auflage. ebenda 1974, ISBN 3-7799-0137-4).
- Nova Natura. Anthropologische Grundlagen des modernen Denkens. Diederichs, Düsseldorf u. a. 1970.
- mit Karin Claessens: Kapitalismus als Kultur. Entstehung und Grundlagen der bürgerlichen Gesellschaft. Diederichs, Düsseldorf 1973, ISBN 3-424-00479-0.
- mit Karin Claessens, Biruta Schaller: Jugendlexikon Gesellschaft. Einfache Antworten auf schwierigen Fragen (= Rororo. 6195). Rowohlt, Reinbek bei Hamburg 1976, ISBN 3-499-16195-8.
- Gruppe und Gruppenverbände. Systematische Einführung in die Folgen der Vergesellschaftung. Wissenschaftliche Buchgesellschaft, Darmstadt 1977, ISBN 3-534-07337-1.
- mit Otto Ullrich: Soziale Rolle in der Industriegesellschaft. Juventa, München 1978, ISBN 3-7799-0705-4.
- Das Konkrete und das Abstrakte. Soziologische Skizzen zur Anthropologie. Suhrkamp, Frankfurt am Main 1980, ISBN 3-518-07329-X (Auch als: (= suhrkamp taschenbuch wissenschaft. 1108). Suhrkamp, Frankfurt am Main 1993, ISBN 3-518-28708-7).
- mit Wanda von Baeyer-Katte: Gruppenprozesse (= Analysen zum Terrorismus. 3). Westdeutscher Verlag, Opladen 1982, ISBN 3-531-11582-0.
- Kapitalismus und demokratische Kultur (= suhrkamp taschenbuch wissenschaft. 1041). Suhrkamp, Frankfurt am Main 1992, ISBN 3-518-28641-2.
- Freude an soziologischem Denken. Die Entdeckung zweier Wirklichkeiten. Aufsätze 1957–1987 (= Soziologische Schriften. 58). Duncker & Humblot, Berlin 1993, ISBN 3-428-07672-9.
- Sozialgeschichte für soziologisch Interessierte (= Teubner-Studienskripten. 137, Soziologie.). Teubner, Stuttgart 1995, ISBN 3-519-00137-3.
- mit Daniel Tyradellis: Konkrete Soziologie. Eine verständliche Einführung in soziologisches Denken. Westdeutscher Verlag, Opladen 1997, ISBN 3-531-13001-3.

## Einzelbelege
1. ↑  Angaben zur Biographie beruhen auf Dieter Claessens: Von der Statusinkongruenz zur Soziologie. In: Christian Fleck (Hrsg.): Wege zur Soziologie nach 1945. Autobiographische Notizen. Leske + Budrich, Opladen 1996, ISBN 3-8100-1660-8, S. 39–59.
2. ↑  M. Rainer Lepsius: Die Soziologie nach dem Zweiten Weltkrieg. 1945 bis 1967. In: Günther Lüschen (Hrsg.): Deutsche Soziologie seit 1945. Entwicklungsrichtungen und Praxisbezug (= Kölner Zeitschrift für Soziologie und Sozialpsychologie. Sonderheft. 21/1979). Westdeutscher Verlag, Opladen 1979, ISBN 3-531-11479-4, S. 25–70, hier S. 67.
3. ↑  Dieter Claessens: Von der Statusinkongruenz zur Soziologie. In: Christian Fleck: (Hrsg.): Wege zur Soziologie nach 1945. Autobiographische Notizen. Leske + Budrich, Opladen 1996, S. 39–59, hier S. 42 ff.
4. ↑  So die Rede von Lars Clausen 1995, Soziologiekongress Halle.

| Personendaten    | Personendaten                        |
| ---------------- | ------------------------------------ |
| NAME             | Claessens, Dieter                    |
| KURZBESCHREIBUNG | deutscher Soziologe und Anthropologe |
| GEBURTSDATUM     | 2. August 1921                       |
| GEBURTSORT       | Berlin                               |
| STERBEDATUM      | 30. März 1997                        |
| STERBEORT        | Berlin                               |